# خوان دموستنس آروسمنا
خوان دموستنس آروسمنا (انگلیسی: Juan Demóstenes Arosemena; زاده ۲۴ ژوئن ۱۸۷۹ – درگذشته ۱۶ دسامبر ۱۹۳۹) سیاستمدار اهل پاناما بود. وی از ۱ اکتبر ۱۹۳۶ تا ۱۶ دسامبر ۱۹۳۹ رئیس‌جمهور پاناما بود.
خوان دموستنس آروسمنا در ۱۶ دسامبر ۱۹۳۹، در سن ۶۰ سالگی درگذشت.